# Louvagny
Louvagny (lu.va.ɲiⓘ) es una comuna francesa situada en el departamento de Calvados, en la región de Normandía.

## Demografía
| 79 | 75 | 73 | 53 | 62 | 64 | 61 |
| Para los censos de 1962 a 1999 la población legal corresponde a la población sin duplicidades (Fuente: INSEE [Consultar]) |    |    |    |    |    |    |